# Spiraeosida
Spiraeosida es un compuesto químico que puede ser aislado de flores de Filipendula ulmaria (L.) (también conocido como Spiraea ulmaria o reina de los prados) o de la cebolla jardín (Allium cepa).
Spiraeoside es la 4'-O-glucósido de quercetina.